# Marcel Bidot
Marcel Bidot (Parigi, 21 dicembre 1902 – Saint-Lyé, 26 gennaio 1995) è stato un ciclista su strada francese.
Vinse i Campionati francesi di ciclismo su strada nel 1929 e due tappe al Tour de France.

## Carriera
Dopo il ritiro fu il direttore sportivo della squadra Nord-Est dal 1947 al 1949 e poi commissario tecnico della nazionale francese dal 1952 al 1961 e nuovamente nel biennio 1967-1968 portando al successo corridori del calibro di Louison Bobet, Jacques Anquetil e Roger Rivière, diventando una vera icona del ciclismo transalpino.
Prese parte a sei edizioni del Tour de France concludendolo in tre occasioni nei primi dieci della classifica generale; nel 1928 arrivò settimo al Grand Prix Wolber, nel 1929 sesto ai Campionati del mondo di ciclismo su strada a Zurigo e nel 1930 secondo alla Parigi-Tours.
Fra i suoi piazzamenti più importanti figurano i podi al Giro della Provincia di Milano 1926 alla Vuelta al País Vasco 1929 ed alla Parigi-Tours del 1930.
Anche suo fratello Jean André Bidot fu un ciclista professionista.

## Palmares
- 1920 (Dilettanti, quattro vittorie)

Paris-Soissons
Champion de l'Aube
Troyes-Arcis sur Aube-Troyes
Troyes-Saint Florentin-Troyes
- 1921 (Dilettanti, una vittoria)

Gran Prix d'Epernay
- 1922 (Dilettanti, due vittorie)

Paris-Rouen
Circuit de Touraine
- 1923 (Dilettanti, due vittorie)

Circuit de Touraine
Trophée du Petit journal
- 1924 (La Française, due vittorie)

Parigi-Bourges
Grand Prix Favor
- 1925 (Alcyon, una vittoria)

Paris-Reims-Troyes
Paris-Montargis
Grand Prix du Souvenir à Dijon
Grand Prix Thomann à Troyes
- 1926 (Thomann/Alcyon, una vittoria)

Grand Prix Thomann à Troyes
- 1927 (Alcyon/Alleluia, una vittoria)

2ª tappa Trophée de Champagne
- 1928 (Alcyon/Alleluia, due vittorie)

Marseille-Lyon
5ª tappa Tour de France (Brest > Vannes)
- 1929 (La Française, tre vittorie)

Campionati francesi, Prova in linea
12ª tappa Tour de France (Marsiglia > Cannes)
1ª tappa Vuelta al País Vasco (Bilbao > Vitoria)
- 1930 (Alcyon, una vittoria)

Bol d'Or à Béziers (con Antonin Magne)
- 1931 (Alcyon, una vittoria)

Circuit de l'Allier
- 1932 (Alcyon, una vittoria)

Poitiers-Saumur-Poitiers
- 1933 (Alcyon/Olympia/Genial Lucifer/Helyett, una vittoria)

Grand Prix  de la Rûche Moderne à Troyes
- 1934 (Helyett, cinque vittorie)

Parigi-Troyes
Tour des Deux Sèvres
Grand Prix de Torcy à Sedan
Grand Prix de la Rûche Moderne à Troyes
Saint-Lyé
- 1936 (Helyett, due vittorie)

Circuit des Vosges
Grand Prix de "Petit Haut-Marnais"

### Grandi giri
- Giro d'Italia

1933: 41º
- Tour de France

1925: 10º
1927: ritirato (alla 9ª tappa)
1928: 8º
1929: 16º
1930: 5º
1932: 30º

### Classiche monumento
- Parigi-Roubaix

1927: 41º
1928: 21º
1930: 23º
1931: 18º
1933: 18º

### Competizioni mondiali
- Campionati del mondo

Zurigo 1929 - In linea: 6º